# François Mitterrand pendant la Seconde Guerre mondiale
Le parcours de François Mitterrand pendant la Seconde Guerre mondiale fait l'objet d'une importante controverse dans les années 1980 et 1990.

## La défaite
Incorporé en septembre 1939 avec le grade de sergent-chef au 23e régiment d'infanterie coloniale, 7e compagnie du capitaine Xavier Louis, François Mitterrand sert sur la ligne Maginot  à proximité de Montmédy. Le 14 juin 1940, il est blessé par un éclat d'obus au Mort-d'Homme près de Verdun puis capturé par les Allemands à l'hôpital de Lunéville,.
Prisonnier au Stalag IX-A de Trutzhain près de Schwalmstadt, avec le matricule 27716, il participe à la rédaction de la revue du camp L'Éphémère ; un portrait illustré lui est consacré dans l'album Doux séjour en 1941. Après une tentative ratée le 5 mars 1941, il s'évade à nouveau du Stalag en novembre 1941 ; repris à Metz, il s'évade du camp de Boulay le 10 décembre 1941 et gagne Nancy avant de rejoindre la zone libre,,,.
Jean-Edern Hallier, dans L'honneur perdu de François Mitterrand, conteste la réalité de ces évasions, mettant en avant qu'il n'a jamais reçu la médaille des évadés.

## De Vichy à la résistance

### Année 1942

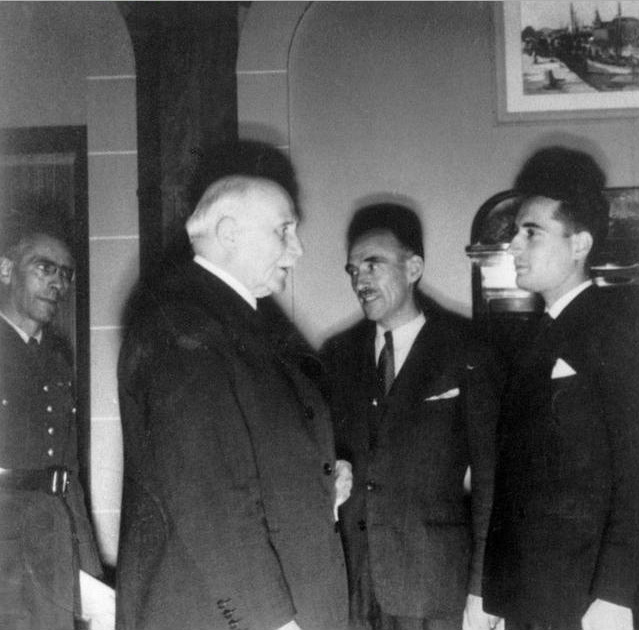
Membres du Commissariat général au reclassement des prisonniers de guerre, François Mitterrand (à droite) et Marcel Barrois (au centre) sont reçus en audience par le maréchal Pétain le 15 octobre 1942.

Sous le régime de Vichy, il travaille de janvier à avril 1942 à la Légion française des combattants et des volontaires de la révolution nationale (fédération des associations d'anciens combattants qui reprend la propagande pétainiste) en tant que contractuel, puis au Commissariat au reclassement des prisonniers de guerre. Il publie en décembre (no 5) un article, Pèlerinage en Thuringe, sur sa captivité dans le périodique doctrinal du régime France, revue de l'État nouveau, texte qui ne fait pas allusion à Pétain ou à la Révolution nationale, mais qui vaut à Mitterrand de voir son nom figurer à côté de celui du maréchal dans le sommaire.
À la même époque, il ne fait pas mystère de son profond respect pour le maréchal Pétain. Il écrit ainsi à sa sœur, le 13 mars 1942 : « J'ai vu le maréchal au théâtre […] il est magnifique d'allure, son visage est celui d'une statue de marbre. »
Dans une lettre du 22 avril 1942, il avoue encore n'être pas particulièrement inquiet du retour aux affaires, intervenu quelques jours auparavant, de Pierre Laval qui doit selon lui faire ses preuves, mais il condamne la fonctionnarisation de la Légion française des combattants (LFC), lui préférant le modèle du Service d'ordre légionnaire (SOL), que vient de mettre en place Joseph Darnand.
Pourtant, dès le printemps 1942, sous l'influence d'anciens évadés (Jean Roussel, Max Varenne et le Dr Guy Fric), son basculement vers les rangs de la Résistance était en cours. En avril, il provoque, avec Guy Fric, un chahut lors d'une réunion publique du savant Georges Claude, un ardent collaborateur. À partir de la mi-1942, il fournit de faux papiers pour faciliter des évasions de prisonniers en Allemagne. Il participe aux réunions du château de Montmaur, le 12 juin puis le 15 août 1942, jetant les premières bases de son futur réseau de Résistance,. Dès le mois de septembre, il prend contact avec la France libre, mais les relations personnelles avec Michel Cailliau, neveu du général de Gaulle, sont exécrables,. D'autres gaullistes, rencontrés par la suite, auront une bien meilleure impression de François Mitterrand, à l'instar de Philippe Dechartre, de son vrai nom Jean Duprat-Geneau, adjoint de Michel Cailliau.
Le 15 octobre 1942, François Mitterrand est reçu par le maréchal Pétain avec plusieurs responsables du Comité d'entraide aux prisonniers rapatriés de l'Allier, parmi lesquels le résistant Marcel Barrois.
Fin 1942, il retrouve un ami d'avant-guerre, Pierre de Bénouville, résistant lié à Combat et au Noyautage des administrations publiques (NAP).

### Année 1943

#### Création et développement du RNPG (janvier-juillet)
François Mitterrand démissionne du Commissariat en janvier 1943, après le remplacement de Maurice Pinot, un vichysto-résistant, par André Masson, un partisan de la collaboration. Il conserve cependant un poste à la tête des centres d'entraides.
Au printemps, parrainé par deux anciens « cagoulards » (Gabriel Jeantet, membre du cabinet du maréchal Pétain, et Simon Arbellot), il est décoré de la francisque,,. Pour obtenir cette décoration, il faut en faire la demande en remplissant un formulaire indiquant : « Je fais don de ma personne au maréchal Pétain, comme il a fait don de la sienne à la France. Je m'engage à servir ses disciples et à rester fidèle à sa personne et à son œuvre. » À propos de cette décoration, Jean Pierre-Bloch, chef de la section non militaire du Bureau central de renseignements et d'action (BCRA) à l'époque, écrit : « C'était sur notre ordre que François Mitterrand était resté dans les services de prisonniers de Vichy. Lorsqu'il avait été proposé pour la francisque, nous avions été parfaitement tenus au courant ; nous lui avions conseillé d'accepter cette « distinction » pour ne pas se dévoiler. » Cependant, après la parution du livre de Pierre Péan, en 1994, certains à l'instar de Pierre Moscovici sembleront découvrir la réalité de cette décoration et le reprocheront à François Mitterrand.[réf. nécessaire]
En janvier puis à partir du printemps, il se rapproche de la puissante Organisation de résistance de l'Armée (ORA), en cours de formation. Celle-ci finance le réseau Mitterrand-Pinot fondé en février : le Rassemblement national des prisonniers de guerre. Plusieurs membres du réseau Mitterrand-Pinot sont, en pratique, membres de l'ORA. François Mitterrand lui-même est considéré par le service Action de l'organisation comme un de ses membres. Plusieurs actions sont décidées en commun entre des dirigeants de l'ORA et des dirigeants du RNPG et exécutées par des militants des deux mouvements.
En mars, Mitterrand rencontre Henri Frenay et le convainc aisément de travailler avec lui. Grâce à Frenay, la Résistance intérieure soutient François Mitterrand contre Michel Cailliau. Cependant, la date du 28 mai 1943, lors de sa rencontre avec le gaulliste Philippe Dechartre, a été considérée par Patrick Rotman comme la date de sa rupture définitive avec ses anciens protecteurs de Vichy.
L'activité du RNPG se déplace, au cours de l'année 1943, de la fourniture de faux papiers vers la fourniture de renseignements à la France libre. Selon Pierre de Bénouville, « François Mitterrand avait réussi à mettre sur pied un véritable réseau de renseignement dans les camps. Grâce aux prisonniers de guerre, nous avons pu prendre connaissances d'informations, parfois décisives, sur ce qui se passait derrière les frontières. »

#### La clandestinité: Alger, Londres (juillet-décembre 1943)
Le 10 juillet, François Mitterrand et le militant communiste Piatzook sont les auteurs d'un coup d'éclat lors d'une grande réunion publique à Paris, salle Wagram, consacrée à la « relève » des prisonniers par les ouvriers. Au moment où André Masson flétrit la « trahison des gaullistes », François Mitterrand l'interpelle de la salle et lui dénie le droit de parler au nom des prisonniers de guerre, qualifiant la relève d'escroquerie. François Mitterrand n'est pas arrêté, sa fuite ayant été facilitée par Piatzook.
Quatre mois plus tard, le Sicherheitsdienst (SD) perquisitionne au domicile de François Mitterrand, absent. Deux de ses amis sont arrêtés, déportés ; l'un ne revient pas du camp de concentration. Peu après, il est sauvé d'une arrestation par la Gestapo par la femme du colonel Pfister, dirigeant de l'Organisation de résistance de l'Armée.
Sous le nom de code « Morland » (il utilise aussi les pseudonymes de Purgon, Monnier, Laroche, capitaine François, Arnaud et Albre), François Mitterrand est exfiltré par avion pour Londres le 15 novembre 1943 puis se rend à Alger où il est reçu par le général de Gaulle. La rencontre laisse un très mauvais souvenir aux deux hommes. De Gaulle déclare : « Vous avez fait du bon travail, Mitterrand, mais je veux qu'on mette de l'ordre dans tout ça. Pourquoi un mouvement de prisonniers de guerre d'ailleurs ? Pendant qu'on y est, on pourrait faire aussi un mouvement Résistance des Bretons, d'épiciers ou de charcutiers, hein ? » (variante : « Pourquoi pas celui des coiffeurs ? »).
Le général demande que les organisations de prisonniers fusionnent sous l'égide de MRPGD, seule condition pour recevoir matériel et argent. Mais Mitterrand refuse la tutelle du mouvement de Michel Cailliau.
Finalement, de Gaulle accepte les conditions de François Mitterrand. Le 18 mars 1944, Henri Frenay écrit à Michel Cailliau qu'il se « porte personnellement garant » de François Mitterrand, et que le général de Gaulle partage son point de vue.
Dès le 27 novembre 1943, le Bureau central de renseignements et d'action fait de François Mitterrand un chargé de mission de première classe. Dans ses Mémoires de guerre, tome 2, page 169, de Gaulle cite nommément Mitterrand parmi ces chargés de mission qui le tiennent informés de tout. En décembre 1943, à la demande de Mitterrand, Jacques Paris et Jean Munier exécutent le franciste Henri Marlin (qui s'apprêtait à lancer des actions commandos contre les maquis), à la suite de quoi Paris et Munier trouveront refuge chez le père de Mitterrand.

### Année 1944
Après un deuxième passage à Londres, il revient le 24 février 1944 en France diriger le Mouvement national des prisonniers de guerre et déportés (réseau de résistance), sous le pseudonyme de François Morland. D'après ses mémoires, il a lui-même organisé ce mouvement avec ses proches durant la période où officiellement il travaillait pour le régime de Vichy, ce qui lui permettait de tout connaître des prisonniers de retour en France.
Il participe à la Libération de Paris en août 1944. Il rencontre Danielle Gouze, âgée de dix-sept ans, alors qu'il anime le réseau de résistance en Bourgogne. Ils se marient en octobre à Paris.
Participant à la demande du général Lewis (en) à la libération des camps nazis, il découvre par hasard Robert Antelme — l'époux de Marguerite Duras — qu'il sauve du typhus. Il est nommé par Charles de Gaulle secrétaire général aux Prisonniers de guerre dans le gouvernement des secrétaires généraux, qui assure pendant quelques semaines l'intérim, à Paris, du gouvernement provisoire.
L'ascension de la roche de Solutré effectuée chaque année depuis 1946, témoigne de l'attachement de François Mitterrand à ses amis résistants.

## Développements ultérieurs
- En 1984, François Mitterrand fut accusé de collaboration avec le régime de Vichy par les députés François d'Aubert, Alain Madelin et Jacques Toubon. Mitterrand reçut le soutien du général Pierre de Bénouville, ancien résistant et député RPR qui contesta les accusations. Les trois députés furent sanctionnés par la censure simple et d'un mois de privation d'indemnités parlementaires, pour atteinte à l'honneur du président.
- François Mitterrand refusera de présenter des excuses au nom de l'État français concernant le sort des juifs pendant la Seconde Guerre mondiale, car pour lui, pas plus que pour tous ses prédécesseurs depuis le gouvernement provisoire[réf. nécessaire], Vichy n'était pas l'État français mais une autorité de fait (c'est l'expression utilisée dans tous les textes législatifs faisant allusion aux lois de Vichy, jusqu'aux années 1990). Le 14 juillet 1992, François Mitterrand déclare en revanche que la participation du régime de Vichy aux déportations relève de l'évidence. Le décret de février 1993 instaure le 16 juillet « journée nationale commémorative des persécutions racistes et antisémites commises sous l'autorité de fait du gouvernement de Vichy (1940-1944) » et le monument inauguré à cette occasion mentionne bien que ce sont des Français, et non des soldats allemands, qui ont raflé les Juifs. La déclaration de Jacques Chirac, le 16 juillet 1995, a complété cette reconnaissance. La loi du 29 février 2000, votée à l'unanimité par l'Assemblée nationale, conclura le débat en reprenant cette « reconnaissance officielle et solennelle des crimes de l'État français ».